# 介護等の体験
介護等の体験（かいごとうのたいけん）とは、義務教育諸学校の教育職員の免許状（教育職員免許状）の授与を受ける際に必要とされる介護などを基調とする体験活動のことである。いわゆる「介護実習」と混同する場合があるが、後述の理由などもあり、全く異なるものである。

## 概要
義務教育諸学校の教育職員免許状を教育職員免許法5条別表第1で授与を受けるにあたっては、社会福祉施設や特別支援学校などにおいて、文部科学大臣が定める期間（7日間）、介護等の体験を行わなければならない。その目的は、人の心の痛みのわかる教員、各人の価値観の相違を認められる心を持った教員の実現に資することにある。
文部科学省指定の「体験に関する証明書」の用紙を、社会福祉施設および特別支援学校に持参し、必要事項の記入および公印の捺印をしてもらったうえで、教育職員免許状を申請する際、提出する必要がある。文部事務次官通達によると、特殊教育諸学校（現・特別支援学校）における体験は2日間、社会福祉施設については5日間が望ましいとされている。
田中眞紀子議員らが提出した議員立法により、根拠法の法案が提出され、平成10年4月1日より教育職員免許状取得者に義務化された制度である。
平成12年度以降大学入学者が教職課程の履修科目として認定する場合は、通常、「教科又は教職に関する科目」(平成31年度以降入学生は「大学が独自に設定する科目」)の欄（厳密には、その中の「大学が加える教職に関する科目に準ずる科目」にカウントされる）の単位を履修したものと見なされる（事前・事後指導部分を単位認定とされる場合も同様）。一般的に、修得単位としては、（必修ではない）幼稚園・高等学校の「教科又は教職に関する科目」(平成31年度以降入学生は「大学が独自に設定する科目」)に含めることが可能（概ね、1～2単位程度）。

## 根拠法
- 小学校及び中学校の教諭の普通免許状授与に係る教育職員免許法の特例等に関する法律
- 教育職員免許法（上記法律により規定が読み替えられる）

## 体験内容
義務教育諸学校の教員免許状の授与を受けることを希望する者は、教育職員免許法に規定される単位を修得しながら、次の施設等において介護等の体験を行う。

### 特別支援学校
特別支援学校等での介護等の体験の主な内容は、次の通り。

#### 体験場所
- 視覚障害者を教育領域とする特別支援学校
- 聴覚障害者を教育領域とする特別支援学校
- 知的障害者を教育領域とする特別支援学校
- 肢体不自由者を教育領域とする特別支援学校
- 病弱者(身体虚弱者を含む。)を教育領域とする特別支援学校

#### 体験内容（例）
- 登下校時の送迎の補助
- 朝の会・帰りの会の進行・補助
- 授業の補助
- 給食の補助（配膳・下膳など）
- 児童・生徒との交流
- 教室環境の保全（清掃など）
- 排泄等衛生管理（プライバシー保護の観点から含まれない場合がある）

実習2日目には、校外学習や学内行事が組まれる場合もある。

### 社会福祉施設
社会福祉施設での介護等の体験の主な内容は、次の通り。

#### 体験場所

##### 高齢者関係施設
- 特別養護老人ホーム （介護老人福祉施設）
- 養護老人ホーム
- 有料老人ホーム
- 老人デイサービスセンター （通所介護事業所）
- 介護老人保健施設

##### 児童関係施設
- 児童養護施設
- 乳児院
- 母子生活支援施設
- 肢体不自由児施設
- 知的障害児施設
- 児童自立支援施設
- 重症心身障害児施設
- 盲ろうあ児施設

##### 障害者関係施設
- 知的障害者更生施設
- 知的障害者授産施設
- 身体障害者更生施設
- 身体障害者療護施設
- 身体障害者授産施設
- 精神障害者生活訓練施設（援護寮）
- 精神障害者授産施設
- 精神障害者福祉工場

##### その他の施設
- 救護施設
- 更生施設
- 授産施設
- 指定国立療養所

#### 体験内容（例）
- 利用者の送迎の補助
- 利用者の食事補助（配膳・下膳など）
- 施設の環境保全（清掃など）
- 利用者の入浴、排泄等衛生管理（プライバシー保護の観点から含まれない場合がある）
- 利用者との交流
- プログラム（体操、ゲーム、歌唱など）の補助・進行

## 体験を免除される者
以下の免許または資格、保有者は介護等の体験が免許状の授与要件からは免除される。
- 教育職員免許法第6条による教育職員検定で小学校または中学校の普通免許状の授与を受ける場合（根拠：小学校及び中学校の教諭の普通免許状授与に係る教育職員免許法の特例等に関する法律　第二条）
- 平成10年4月1日の施行の日前に大学等（大学、短期大学、大学院、専門学校を含む文部大臣（のちの文部科学大臣）の指定する教員養成機関）に在学した者（すなわち、平成9年度までに入学した者）で、これらを卒業するまでに教育職員免許法別表第一に規定する小学校または中学校の教諭の普通免許状（かつての1級または2級を含む）に係る所要資格を得たものまたはそのことにより小学校または中学校の普通免許状（かつての1級または2級を含む）を授与された者（根拠：小学校及び中学校の教諭の普通免許状授与に係る教育職員免許法の特例等に関する法律、附則2）
- 社会福祉士、介護福祉士、義肢装具士のそれぞれの資格、 保健師、助産師、看護師（准看護師を含む）、理学療法士、作業療法士、特別支援学校教員[2]のそれぞれの免許を受けている者（根拠：小学校及び中学校の教諭の普通免許状授与に係る教育職員免許法の特例等に関する法律施行規則第三条）
- 平成10年4月1日の施行の日以後に別表第1で小学校または中学校の普通免許状をすでに授与されている者（根拠：介護等の体験が小学校または中学校の免許状が授与されていることにより証明されるので必要でない）
- 教員資格認定試験（小学校）合格をもとに、小学校教員の普通免許状の授与を受ける場合（根拠：教育職員免許法　第十六条の二）[3]
- 身体障害者手帳に、障害の程度が1級から6級であると記載のある者
- 2020年度(令和2年度)は新型コロナウイルスの影響で実施が困難なことから、同年8月11日に特例として代替措置を認める通知が出され、医療系の学校で一定の単位を取っている者や、免許法認定講習の指定印刷教材の学修成果を所属大学において確認された者等は体験を免除されることとなった。